# ロゴパグ
『ロゴパグ』（伊: Ro.Go.Pa.G、仏: Rogopag）は、ロベルト・ロッセリーニ、ジャン＝リュック・ゴダール、ピエル・パオロ・パゾリーニ、ウーゴ・グレゴレッティの監督・脚本による、1963年（昭和38年）製作・公開、イタリア・フランス合作のオムニバスコメディ映画である。タイトルは、監督の姓の頭文字から。
パゾリーニ作品は、イタリア当局の検閲によって「国家の宗教にとって不愉快な物」として、没収に付された。同国内では、Laviamoci il cervello （「自分を洗脳しよう」の意）のタイトルでパゾリーニ作品なしで上映された。
4監督の4つのスケッチは、
- 潔白 Illibatezza　監督・脚本ロベルト・ロッセリーニ
- 新世界 Il Nuovo mondo　監督・脚本ジャン＝リュック・ゴダール
- 意志薄弱な男 La Ricotta　監督・脚本ピエル・パオロ・パゾリーニ
- にわとり Il Pollo ruspante　監督・脚本ウーゴ・グレゴレッティ

である。

## 作品データ
- プロデューサー : アルフレード・ビニ（イタリア語版）（アルコ・フィルム（イタリア語版））
- 製作会社 : アルコ・フィルム（ローマ）、シネリッツ（同）、ソシエテ・シネマトグラフ・リール（パリ）

## 註
1. ↑  仏語版WikipediaRogopagの項の記述より。
2. ↑  各スケッチの原題のリンクは、『新世界 Il Nuovo mondo』が充実した伊語版、『意志薄弱な男 La Ricotta』が英語版のそれぞれWikipediaの項を参考までに付した。